# Tioacetammide
La tioacetammide è un composto organico solforato in cui è presente un gruppo tiocarbonile (>C=S) legato ad un gruppo amminico (−NH2) e a un metile. È la più semplice tionammide (o tioammide) dopo la tioformammide ed è anche, per altro verso, l'ammide dell'acido tionacetico: la sua formula semistrutturale è CH3−C(=S)−NH2.  Viene largamente e classicamente adoperata nei laboratori didattici di analisi chimica qualitativa inorganica perché la sua facile idrolisi in soluzione acquosa a caldo produce acido solfidrico (H2S), che è utile avere in situ per la precipitazione selettiva di solfuri metallici. È un composto cancerogeno, nocivo, irritante, pericoloso per l'ambiente.

## Preparazione
La tioacetammide è un prodotto commerciale, ma può essere preparata a partire dall'acetammide per trattamento con il pentasolfuro di fosforo, in accordo alla seguente reazione idealizzata:
CH3C(O)NH2 + 1/4 P4S10   →   CH3C(S)NH2 + 1/4 P4S6O4
Anche le reazioni dell'acetammide con il solfuro di alluminio (Al2S3), o con il tetratiofosfato di potassio K3PS4 (un tiosale o solfosale), sono riportate condurre alla tioacetammide.

## Proprietà e struttura
La tioacetammide è un composto termodinamicamente stabile, ΔHƒ° = -70,6 ± 1,1 kJ/mol. A temperatura ambiente la tioacetammide si presenta come un solido cristallino incolore dal leggero odore sulfureo, molto solubile in acqua (163 g/L; ~2,2 M) e alcool. È anche leggermente solubile in benzene e etere, ma molto solubile in ammoniaca liquida.
La tioacetammide, come anche l'acetammide (isoelettronica di valenza), è un ibrido di risonanza tra due forme limite:
CH3−C(=S)−NH2   ↔   CH3−C(−S−)=+NH2
dove la seconda forma, che ha una separazione di carica di tipo sfavorevole (S è meno elettronegativo di N), dovrebbe avere meno peso nell'ibrido ma, in ogni caso, la sua presenza comporta un certo carattere di doppio legame tra C e N, con conseguente accorciamento rispetto al valore del legame singolo, che nel caso è di 147 pm, mentre quello doppio nella formaldimmina è di 127,3 pm.
La molecola della tioacetammide è fortemente polare, il suo momento di dipolo ammonta a 4, 77 D, alquanto maggiore dell'acetammide (3,76 D).
Da un'indagine di diffrazione elettronica della tioacetammide in fase gassosa, dove la molecola è libera da interazioni intermolecolari, in special modo dai legami idrogeno presenti nelle fasi condensate che ne influenzano i dati strutturali, si è potuto ricavare dati come lunghezze (r) ed angoli di legame (∠), alcuni dei quali sono qui riportati insieme ai corrispondenti valori per l'acetammide:
r(C−H) = 110 pm; r(N−H) = 105 pm; r(C=S) = 164,7 pm; r(C−N) = 135,6 pm;   [tioacetammide]
r(C−H) = 112 pm; r(N−H) = 102 pm; r(C=O) = 122,0 pm; r(C−N) = 138,0 pm;   [acetammide]
∠(CCN) = 114,8°; ∠(CCS) = 122,9°; ∠(SCN) = 122,9°;   [tioacetammide]
∠(CCN) = 115,1°; ∠(CCO) = 122,9°; ∠(OCN) = 122,0°;   [acetammide]
Lo scheletro della molecola C−C(=S)−N risulta planare, simmetria locale Cs. Il legame C=S, come atteso per il contributo della seconda forma limite all'ibrido di risonanza, è più lungo del normale (160 pm), come pure accade nell'acetammide per il legame C=O (120 pm). Il legame C−N risulta invece più corto, anch'esso influenzato dalla seconda forma limite; la sua lunghezza è compresa tra quella tipica del singolo (147 pm) e quella del doppio (127,3 pm); inoltre, nella tioacetammide è significativamente più corto (maggior carattere di legame multiplo) rispetto all'acetammide, e questo si riscontra qualitativamente anche nella maggiore frequenza di stiramento di tali legami negli spettri IR ed anche nella relativa maggior costante di forza. Anche l'andamento dei momenti dipolari visti sopra va nella stessa direzione.
Gli angoli CCN sono più stretti del valore teorico di 120° per l'ibridazione sp2 del carbonio centrale, come prevedibile per il fatto che i doppi legami, C=S o C=O, debbano occupare più spazio angolare dei legami semplici, in accordo alle indicazioni del modello VSEPR; conseguentemente, gli altri due angoli sono un po' maggiori di 120°.
In soluzione la tioacetammide va soggetta a un equilibrio di tautomeria prototropica, equilibrio che non è sostanzialmente diverso dalla tautomeria cheto-enolica:
CH3−C(=S)−NH2 (tionammide)   ⇄  CH3−C(−SH)=NH  (tiolimmide)
In soluzione si trova che l'equilibrio è fortemente spostato a sinistra, nonostante che un legame C=S, per la difficoltà degli atomi della terza riga a formare legami π, sia più debole di un legame C=N. Tuttavia, questo equilibrio è stato indagato e in effetti si è trovato che la costante K vale 10−8,6±0,2.
In soluzione acquosa la tioacetammide si comporta da acido debolissimo, sebbene alquanto più forte dell'acetammide, dando luogo, come per quest'ultima, a un anione stabilizzato per risonanza:
CH3−C(=S)−NH2 + H2O    ⇄   H3O+ + [CH3−C(=S)−NH−  ↔   CH3−C(−S−)=NH]
Il pKa determinato spettroscopicamente risulta 13,36, mentre quello dell'acetammide è di 15,1.

## Reattività
La sue soluzioni acquose sono abbastanza stabili fino a circa 50-60 °C ma, se vengono acidificate o alcalinizzate, segue una veloce idrolisi che libera H2S o ioni idrogenosolfuro, rispettivamente:
CH3CSNH2 + H2O + H3O+   →   CH3COOH aq + NH4+aq + H2S aq
CH3CSNH2 + 2 OH−  →   CH3COO−aq + NH3 aq + HS− aq
La prima via è quella che comunemente si impiega in analisi qualitativa, dato che l'ambiente basico farebbe poi precipitare, insieme ai solfuri metallici anche gli idrossidi di molti cationi. Ad esempio:
M2+  +  CH3C(S)NH2  + 3 H2O   →   MS↓  +  CH3C(O)NH2  +  2 H3O+  (M = Ni, Pb, Cd, Hg)
Anche con cationi monovalenti (Ag+, Cu+) o trivalenti (As3+, Sb3+, Bi3+) si hanno reazioni analoghe.

## Effetti biologici
In patologia sperimentale è stata ed è tuttora largamente usata per provocare negli animali da esperimento una condizione chiamata steatosi epatica o "fegato grasso".
Attraverso il suo metabolismo in parte ossidativo ed in parte diretto, infatti, la tioacetammide blocca la sintesi proteica delle cellule epatiche ed impedisce che i trigliceridi ed il colesterolo intracellulare trovino i loro carrier proteici affinché si originino i complessi lipo-proteici (le famose HDL, LDL e VLDL). La concomitante produzione di radicali liberi ossidanti stimola i fibroblasti del fegato a proliferare, condizione che in cronico si trasforma in fibrosi epatica. Gli epatociti così dopo aver accumulato grasso muoiono "strozzati" sia dal loro stesso metabolismo che dalle cellule fibroblastiche reattive.